# Mr. Postman
Mr. Postman é um jogo-eletrônico desenvolvido em janeiro de 1983 pela Bit Corporation para Atari 2600.
No Brasil, o jogo ficou famoso por ser o game que vinha com o Supergame, um Atari clone da CCE.

O jogador encara o papel de um carteiro que enfrenta percalços na tentativa de cumprir a nobre função de sua profissão. Conforme pode ser observado no manual do jogo, seu objetivo é entregar a carta na "Cidade do Silêncio".
Apesar de o jogo conter apenas 3 fases, a trilha sonora é razoavelmente boa e os elementos gráficos impecáveis, utilizando todo o potencial cromático do console.